# Corbin Allred
Corbin Michael Allred (* 25. Mai 1979 in Salt Lake City, Utah) ist ein US-amerikanischer Filmschauspieler.

## Leben
Allred, zweitältestes von vier Kindern von Michael und Diane Allred, wurde im Alter von 12 Jahren in seiner Heimatstadt entdeckt, und gab sein Filmdebüt 1993 im Fantasyfilm Die Abenteuer der Delta Ritter. Corbin Allred hat seit diesem Zeitpunkt großen Wert auf die Auswahl seiner Rollen gelegt. So hat er es bis heute vermieden, nackt aufzutreten, oder in Filmen mitzuwirken, in denen er fluchen musste. Er hat für die Kirche Jesu Christi der Heiligen der Letzten Tage eine zweijährige Mission in Australien erfüllt.
Neben den Filmen und Fernsehserien, in denen er mitwirkte, wurde er auch für Werbespots der Marken Honda und IBM verpflichtet.
Seit 22. Januar 2005 ist er mit McKenzie Allred verheiratet; die beiden leben in Los Angeles.
Auch widmet er einen Teil seiner Freizeit karitativen Projekten.

## Filmografie (Auswahl)

### Spielfilme
- 1993: Robin Hood – Helden in Strumpfhosen (Robin Hood: Men in Tights)
- 1993: Die Abenteuer der Delta Ritter (Quest of the Delta Knights)
- 1996: Geschändet – Ein Sohn unter Verdacht (My Son Is Innocent, Fernsehfilm)
- 1999: Diamonds
- 2003: Saints and Soldiers – Die wahren Helden der Ardennenschlacht (Saints and Soldiers)
- 2012: Saints and Soldiers II: Airborne Creed (Saints and Soldiers: Airborne Creed)

### Fernsehserien
- 1997: Social Studies (6 Folgen)
- 1997–1998: Teen Angel (17 Folgen)
- 1998: Ein Hauch von Himmel (Touched by an Angel, Folge 4x25)
- 1998: Sabrina – Total Verhext! (Sabrina, the Teenage Witch, 2 Folgen)
- 2001: CSI: Den Tätern auf der Spur (CSI: Crime Scene Investigation, Folge 2x06)
- 2002: Für alle Fälle Amy (Judging Amy, Folge 3x13)
- 2002: Dharma & Greg (Folge 5x18)
- 2002: Boston Public (Folge 2x20)
- 2002: JAG – Im Auftrag der Ehre (JAG, Folge 8x04)
- 2003: Monk (Folge 2x02)
- 2003: Navy CIS (Navy NCIS, Folge 1x06)
- 2003: Eine himmlische Familie (7th Heaven, Folge 8x09)
- 2004: Emergency Room – Die Notaufnahme (ER, Folge 10x13)
- 2004: CSI: Miami (Folge 3x07)
- 2008: Bones – Die Knochenjägerin (Bones, Folge 3x14)
- 2013: Granite Flats (2 Folgen)

## Auszeichnungen
Corbin Allred war 1998 für seine Darstellung in Teen Angel für den Young Artist Award nominiert.